# Metacerylon ovalis
Metacerylon ovalis is een keversoort uit de familie dwerghoutkevers (Cerylonidae). De wetenschappelijke naam van de soort werd in 1904 gepubliceerd door Antoine Henri Grouvelle.